# Fenice Green Energy Park
Sorto nel 2005, il Fenice Green Energy Park (già Parco delle Energie Rinnovabili Fenice) è il primo parco in Italia dedicato alle energie verdi e alla sostenibilità ambientale. Sviluppato in 5 ettari di terreno, attraverso le sue attività mira a sensibilizzare sul tema, proponendosi come lo "smart park" ideale delle smart city.
Costituisce il polmone verde della città di Padova. Organizza corsi di formazione specialistica per aziende e professionisti, laboratori didattici per il turismo scolastico, prenotazione dei suoi spazi per convegni, raduni e feste.
Nel 2013 ha inaugurato l'Ostello della gioventù eco-sostenibile "Fenice".

## Storia
Nel 2000 inizia il recupero dell'area degradata dell'Isola di Terranegra a Padova attraverso il progetto "Recupero del verde del Parco Fenice" promosso dagli Scout di Padova. Prima della fondazione era presente una discarica.
Nel 2005 nasce Fondazione Fenice onlus attraverso l'azione congiunta del Consorzio Zona Industriale di Padova e gli scout del Corpo Nazionale Giovani Esploratori ed Esploratrici Italiani (CNGEI). Il Parco Fenice inizia a operare a pieno regime nel 2008, con la presenza di oltre 200 scolaresche in visita didattica ai laboratori del parco (percorsi specializzati sulle energie rinnovabili).
Nel 2013 il parco assume la denominazione ufficiale "Fenice Green Energy Park" e, in maggio, vengono inaugurate le strutture del Parco tra cui l'Ostello della Gioventù e il Centro di Formazione, costituito da due aule polivalenti (una da 20 e una da 40 posti) di classe energetica A e un salone/chalet da 80 posti.

## Strutture presenti
- Ostello della Gioventù, struttura ricettiva extra-alberghiera, composta da 23 posti letto suddivise in: 2 camerate da 11 e 12 posti e 2 camere singole con bagno privato
- Aule polivalenti da 20 e 40 posti in fabbricato in classe energetica A
- Salone polivalente da 80 posti in chalet di classe energetica B con pannelli solari e strutture di recupero dell'acqua piovana per scarichi sanitari
- 5 ettari di area verde (prati, boschi e golena) per attività naturalistiche, di scautismo e per raduni di gruppi privati e associazioni
- Stazione di biciclette (elettriche e non) all'interno della pista ciclo-pedonale che collega il centro di Padova ai Colli Euganei e la Riviera del Brenta